# Бережна Ірина Григоріївна
Іри́на Григо́ріївна Бережна́ (13 серпня 1980, Ворошиловград, УРСР — 5 серпня 2017, Задарська жупанія, Хорватія) — українська політикиня, народна депутатка України VI і VII скликань. Членкиня депутатської фракції Партії регіонів у Верховній Раді України. Членкиня комітету з питань парламентського співробітництва між Україною та ЄС. В останні роки життя відкрито заявляла про антиукраїнську позицію у соцмережах та виступала на російському телебаченні.

## Біографія
У 2002 році закінчила юридичний факультет Київського національного університету імені Тараса Шевченка за спеціальністю правознавство, у 2009 році — Національну академію управління при президентові України за спеціальністю державне управління.
Після закінчення вишу працювала стажисткою нотаріуса в Києві. У 2004 році стала заступницею директора з правових питань ТОВ «Юридична фірма „Астрая-Сервіс“». У тому ж році зареєструвала приватну нотаріальну діяльність. Її нотаріальна контора у 2008 році отримала професійну нагороду European quality Європейської бізнес-асоціації (Оксфорд, Велика Британія). До листопада 2007 року була приватним нотаріусом Київського міського нотаріального округу.
У липні 2007 здобула ступінь доктора філософії у галузі права. Авторка низки публікацій з питань права і нотаріальної практики в юридичних і ділових виданнях. ЧленкиняАсоціації правників України. Співпрацювала з Асоціацією правників України, Нотаріальною палатою, Європейською бізнес-асоціацією. Заслужений юрист України (2011). Член-кореспондент Міжнародної Кадрової Академії.

### Загибель
Уранці 5 серпня 2017 року загинула в ДТП на узбережжі Адріатичного моря між хорватськими селами Маслениця та Поседар'є. Водій — громадянин Болгарії, віз Бережну з восьмирічною дочкою. Швидше за все, він не впорався з керуванням, і машина врізалася у стовп, внаслідок чого водій та пасажирка загинули на місці. Дочка Бережної, яка сиділа ззаду в автокріслі та була пристебнута, отримала незначні травми.
Остання світлина, яку ексдепутатка виклала в соцмережі Instagram, була з Монако — з показу російської дизайнерки Уляни Сергеєнко.
10 серпня 2017 року в Києві відбулася церемонія прощання з Бережною в Трапезній церкві Святих Антонія і Феодосія Печерських на території Києво-Печерської лаври.

## «Ваше право з Іриною Бережною»
З 2010 року вела програму «Ваше право з Іриною Бережною» на «Радіо-Ера FM» 96.0.

## Депутатська діяльність
На позачергових парламентських виборах 2007 року стала народною депутаткою України VI скликання від Партії регіонів (№ 151 у виборчому списку). Член Комітету Верховної Ради з питань правосуддя. Займалася питаннями законодавчого реформування нотаріату, судової системи, корпоративного права, питаннями євроінтеграції, конституційної реформи. Безпартійна.
5 червня 2012 з картки Ірини Бережної було подано голос за проєкт Закону України «Про засади державної мовної політики», у якому де-юре затверджується посилення статусу російської та всіх інших мов національних меншин, при цьому сама Бережна того дня не була особисто зареєстрована в сесійній залі. На думку експертів, закон де-факто посилює саме статус російської мови в Україні за рахунок української.
З грудня 2012 року — народна депутатка VII скликання від Партії регіонів. Виграла вибори в одномандатному окрузі № 169 (Харківська область). Перша заступниця голови Комітету ВР з питань європейської інтеграції. Член Спеціальної контрольної комісії ВР з питань приватизації. Член Партії регіонів.
18 березня 2013 була викрита у «кнопкодавстві» — помічники депутатів від ВО «Свобода» зафільмували момент голосування карткою Сергія Ківалова.
Одна з авторів законопроєкту про заборону продажу алкоголю в нічний час.

## Антиукраїнські погляди
Була відома своїми антиукраїнськими публікаціями в соцмережах та виступами на російському телебаченні.

### Участь у спробі скасувати український дубляж
Була одним з найзапекліших противників впровадження українського дубляжу в кінопрокат України. У 2010 році українські ЗМІ повідомляли, що член ПР Ірина Бережна, разом з Вадимом Колесніченком, Дмитром Табачником, Олексієм Костусєвим та Володимиром Семиноженком, лобіює інтереси російських дистриб'юторів, що прагнуть повернути російський дубляж в Україні, намагаючись скасувати обов'язковий український дубляж для українського кінопрокату.

## Родина
Була неодружена. Виховувала доньку Даніеллу, батьком якої виявився бізнесмен Борис Фуксман. У минулому українські ЗМІ вже висували здогадку, що батько Даніелли Фуксман, але довгий час батьківство також приписували однопартійцю Нестору Шуфричу.
У 2012 році Бережна разом з Філіпом Кіркоровим похрестили дочку Ані Лорак Софію.
Мати - Олена Бережна, голова української правозахисної ГО, із повномасштабного вторгнення РФ 2022 року вона надавала допомогу росіянам у проведенні підривної діяльності проти України. У грудні 2024 року була засуджена до 14 років в'язниці із конфіскацією майна.

## Нагороди
- «Людина року-2009» в номінації «Нова генерація року»
- Лауреат Всеукраїнської премії «Жінка ІІІ тисячоліття» в номінації «Рейтинг» (2007)
- Заслужений юрист України (2011)